# Sidemia internigrata
Sidemia internigrata là một loài bướm đêm trong họ Noctuidae.